# 安德斯·耶德鲁德
安德斯·耶德鲁德（瑞典語：Anders Gärderud，1946年8月28日—），瑞典男子田径运动员。他曾代表瑞典参加1968年、1972年和1976年夏季奥林匹克运动会田径比赛，其中1976年奥运会获得一枚金牌。